# Papilio saharae
The  Sahara Swallowtail, Papilio saharae, là một loài bướm thuộc họ Papilionidae. Loài này được tìm thấy ở Bắc Mỹ và Arabia.